# Kaple svatého Bartoloměje (Chodovlice)
Kaple svatého Bartoloměje je drobná sakrální stavba stojící na návsi obce Chodovlice. Duchovní správou spadá pod Římskokatolickou farnost Třebenice.

## Popis
Kaple byla postavena v 1. čtvrtině 19. století (snad v roce 1822). Jedná se o obdélnou stavbu s lizénovými rámci a segmentově zakončenýmo okny, které se nalézají v bočních fasádách. V průčelí má kaple polokruhově zakončený portál. Nacházejí se zde i dvojice pilastrů a kaple má trojúhelníkový štít. Na střeše je malá zvonička. Uvnitř má kaple v klenbě placku.